# Hooch
Hooch è il dodicesimo singolo musicale del gruppo musicale sludge metal Melvins, pubblicato il 21 settembre 1993 su CD dalla Atlantic Records, e su 7" dalla Rise Records.

## Tracce
Lato A
1. Hooch – 2:51

Lato B
1. Sky Pup – 3:50 (testo: Buzz Osborne – musica: Buzz Osborne, Kurt Cobain, Dale Crover)

## Formazione
- Buzz Osborne - chitarra elettrica, voce, basso
- Lorax - basso (erroneamente accreditata, ma non partecipante nei brani)
- Kurt Cobain - chitarra elettrica (traccia 2)
- Dale Crover - batteria